# Sheila Power
Sheila Power (Funchal 1903 – Funchal 1971) foi compositora e organizadora de espetáculos.

## Biografia
Os pais de Sheila eram irlandeses que vieram viver na Ilha. Foi no início do século vinte, quando a Madeira tornou-se um ponto turístico para as famílias estrangeiras mais ricas. A grande movimentação de turistas na ilha fez muitas das quintas que existiam na altura virarem centros para o convívio e espetáculos. No trigésimo aniversário da Quinta Deão, Sheila Power fez alguns concertos nos quais ganhou grande fama por ser "(…) dotada de uma sensibilidade artística invulgar [...] uma compositora de extraordinário talento!”. Os concertos que Miss Sheila Power organizava na Quinta Deão tinham sempre uma grande qualidade musical e neles participavam artistas nacionais e estrangeiros. Sheila apresentava também obras de sua autoria, o que a impulsionou na carreira e levando-a a frequentar aulas de composição em Londres.  É desconhecido o paradeiro de muitas peças compostas por Sheila, e as que são atualmente conhecidas estavam na posse de Stella Tavares, cantora portuguesa que participou em alguns dos seus concertos. Há duas composições sobre textos de Gil Vicente e de resto são canções sobre textos ingleses.